# Aliança Fundadora do Sudão
A Aliança Fundadora do Sudão (em inglês:  Sudan Founding Alliance; em árabe: تحالف السودان التأسيسي), também conhecida como Tasis ou Tasees, é uma aliança de facções políticas antigovernamentais sudanesas e forças paramilitares formada em fevereiro de 2025 em Nairóbi, Quênia, durante a guerra civil sudanesa.

## Contexto
Após a deposição do presidente de longa data, Omar al-Bashir, em abril de 2019, o Sudão entrou em um período de transição política que terminou abruptamente com um novo golpe de Estado pelas Forças Armadas Sudanesas lideradas por Abdel Fattah al-Burhan em outubro de 2021. Uma guerra civil entre as Forças Armadas Sudanesas sob al-Burhan e os paramilitares das Forças de Apoio Rápido lideradas por Mohamed Hamdan Dagalo eclodiu em abril de 2023. Como presidente do Conselho Soberano de Transição, Al-Burhan anunciou planos para formar um novo governo de transição e alterou a constituição de transição do Sudão para remover referências às Forças de Apoio Rápido e às Forças pela Liberdade e Mudança em fevereiro de 2025.

## Carta de Fundação do Sudão

### Elaboração
O Presidente do Conselho Soberano de Transição, Abdel Fattah al-Burhan, anunciou planos para a formação de um governo de transição liderado por civis em 10 de fevereiro de 2025. Em resposta, as Forças de Apoio Rápido realizaram uma reunião no Kenyatta International Convention Centre em Nairóbi, Quênia, em 18 de fevereiro de 2025 para estabelecer a Aliança Fundadora do Sudão e elaborar uma Carta de Fundação do Sudão visando criar condições para a formação de um Governo de Paz e Unidade, uma entidade rival para administrar o território sob o controle das Forças de Apoio Rápido. A assinatura da carta foi posteriormente adiada, inicialmente para 21 de fevereiro de 2025  e foi finalmente assinada às 2h da madrugada de 23 de fevereiro de 2025 no Edge Convention Centre em Nairóbi.

### Signatários
Além das Forças de Apoio Rápido, o órgão também foi apoiado por 23 facções políticas, incluindo Abdelaziz al-Hilu do Movimento Popular de Libertação do Sudão - Setor Norte (al-Hilu), Fadlallah Baramah Nasser do Partido Nacional Umma, Al-Hadi Idris da Frente Revolucionária do Sudão e Ibrahim al-Mirghani do Partido Unionista Democrático Original.
O Partido Nacional Umma posteriormente removeu Fadlallah Burma Nasir como seu líder interino após ele assinar a Carta de Nairóbi. No entanto, Nasir rejeitou sua demissão e ordenou a dissolução da Instituição Presidencial do partido.

### Disposições
A carta clama por “um estado secular, democrático e descentralizado baseado na liberdade, igualdade e justiça, sem preconceitos em relação a qualquer identidade cultural, étnica, religiosa ou regional”, e descreve planos para um “novo exército nacional, unificado e profissional”.

## Estrutura constitucional de transição
Em 4 de março de 2024, a Aliança Fundadora do Sudão anunciou que havia adotado uma estrutura constitucional de transição em uma cerimônia realizada no Mercure Upper Hill Hotel em Nairóbi. A estrutura constitucional de transição estabelece a estrutura do Governo de Paz e Unidade e define os poderes das autoridades nacionais, regionais e locais. Também contém disposições para a divisão do Sudão em oito regiões administrativas.

## Membros
A aliança inclui 23 facções políticas e militares, incluindo:
- Forças de Apoio Rápido
- Movimento de Libertação do Povo Sudanês–Norte (al-Hilu)
- Partido Nacional Umma
- Frente Revolucionária Sudanesa
- Partido Unionista Democrático Original